# Longitude moyenne
 (janvier 2024).
Si vous disposez d'ouvrages ou d'articles de référence ou si vous connaissez des sites web de qualité traitant du thème abordé ici, merci de compléter l'article en donnant les références utiles à sa vérifiabilité et en les liant à la section « Notes et références ».
En mécanique céleste et en mécanique spatiale, la longitude moyenne est la longitude écliptique à laquelle un objet se trouverait si son orbite était circulaire — c'est-à-dire d'excentricité nulle — et d'inclinaison nulle.
La longitude moyenne est couramment notée {\displaystyle L}, notation correspondant à la lettre L capitale de l'alphabet latin, initiale de « longitude ».
Ayant la dimension d'un angle plan, elle s'exprime en degrés (°).
Elle est donnée par :
{\displaystyle L=M+{\varpi }=M+{\Omega }+{\omega }{,}}
où :
- {\displaystyle M} est l'anomalie moyenne ;
- {\displaystyle \varpi } est la longitude du périastre ;
- {\displaystyle \Omega } est la longitude du nœud ascendant ;
- {\displaystyle \omega } est l'argument du périastre.

La valeur de la longitude moyenne d'un objet n'est pas constante mais varie uniformément en fonction du temps.
La longitude moyenne d'un objet est reliée à sa longitude vraie par :
{\displaystyle l-L\equiv {\nu }-{M}\ ,}
où :
- {\displaystyle l\equiv {\nu }+{\varpi }} est la longitude vraie ;
- {\displaystyle \nu } est l'anomalie vraie.

La longitude moyenne d'un objet n'est égale à sa longitude vraie que lorsque l'objet est au périastre ou à l'apoastre.